# North American Soccer League (1978)
North American Soccer League 1978 – 11. sezon NASL, ligi zawodowej znajdującej się na najwyższym szczeblu rozgrywek w Stanach Zjednoczonych i Kanadzie. Finał Soccer Bowl został rozegrany 27 sierpnia 1978 roku. Soccer Bowl zdobył drużyna New York Cosmos.

## Rozgrywki
Po sukcesie osiągniętym w poprzednim sezonie, zdecydowano dołączyć do rozgrywek sześć kolejnych zespołów, w wyniku czego w rozgrywkach NASL w sezonie 1978 brały udział 24 zespoły. Colorado Caribous miało swoją siedzibę w Denver, Detroit Express i Houston Hurricane wystawiły swoje drużyny w halowych rozgrywkach ligi NASL, a New England Tea Men przeniósł swoją siedzibę do Bostonu, a Memphis Rogues do Tennessee, a St. Louis Stars przeniosło swoją siedzibę do Anaheim i startował w rozgrywkach pod nazwą California Surf, a Team Hawaii zmieniło swoją nazwę na Tulsa Roughnecks, Las Vegas Quicksilcer na San Diego Sockers, a Connecticut Bicentennials na Oakland Stompers.

## Sezon zasadniczy
W = Wygrane, P = Porażki, GZ = Gole strzelone, GS = Gole stracone, BP = Punkty bonusowe PKT = Liczba zdobytych punktów
Punktacja:
- 6 punktów za zwycięstwo
- 0 punktów za porażkę
- 1 punkt każdy za gol zdobyty w trzech meczach

### Konferencja Amerykańska
| Eastern Division         | W  | P  | GZ | GS | BP | PKT | Dom  | Wyjazd |
| ------------------------ | -- | -- | -- | -- | -- | --- | ---- | ------ |
| New England Tea Men      | 19 | 11 | 62 | 39 | 51 | 165 | 10-5 | 9-6    |
| Tampa Bay Rowdies        | 18 | 12 | 63 | 48 | 57 | 165 | 11-4 | 7-8    |
| Fort Lauderdale Strikers | 16 | 14 | 50 | 59 | 47 | 143 | 12-3 | 4-11   |
| Philadelphia Fury        | 12 | 18 | 40 | 58 | 39 | 111 | 7-8  | 5-10   |

| Central Division  | W  | P  | GZ | GS | BP | PKT | Dom  | Wyjazd |
| ----------------- | -- | -- | -- | -- | -- | --- | ---- | ------ |
| Detroit Express   | 20 | 10 | 68 | 36 | 56 | 176 | 10-5 | 10-5   |
| Chicago Sting     | 12 | 18 | 57 | 64 | 51 | 123 | 7-8  | 5-10   |
| Memphis Rogues    | 10 | 20 | 43 | 58 | 41 | 101 | 8-7  | 2-13   |
| Houston Hurricane | 10 | 20 | 37 | 61 | 36 | 96  | 5-10 | 5-10   |

| Western Division     | W  | P  | GZ | GS | BP | PKT | Dom  | Wyjazd |
| -------------------- | -- | -- | -- | -- | -- | --- | ---- | ------ |
| San Diego Sockers    | 18 | 12 | 63 | 56 | 56 | 164 | 12-3 | 6-9    |
| California Surf      | 13 | 17 | 43 | 49 | 37 | 115 | 9-6  | 4-11   |
| Oakland Stompers     | 12 | 18 | 34 | 59 | 31 | 103 | 7-8  | 5-10   |
| San Jose Earthquakes | 8  | 22 | 36 | 81 | 35 | 83  | 4-11 | 4-11   |

### Konferencja Narodowa
| Eastern Division       | W  | P  | GZ | GS | BP | PKT | Dom  | Wyjazd |
| ---------------------- | -- | -- | -- | -- | -- | --- | ---- | ------ |
| New York Cosmos        | 24 | 6  | 88 | 39 | 68 | 212 | 14-1 | 10-5   |
| Washington Diplomats   | 16 | 14 | 55 | 47 | 49 | 145 | 11-4 | 5-10   |
| Toronto Metros-Croatia | 16 | 14 | 58 | 47 | 48 | 144 | 9-6  | 7-8    |
| Rochester Lancers      | 14 | 16 | 47 | 52 | 47 | 131 | 10-5 | 4-11   |

| Central Division  | W  | P  | GZ | GS | BP | PKT | Dom  | Wyjazd |
| ----------------- | -- | -- | -- | -- | -- | --- | ---- | ------ |
| Minnesota Kicks   | 17 | 13 | 58 | 43 | 54 | 156 | 11-4 | 6-9    |
| Tulsa Roughnecks  | 15 | 15 | 49 | 46 | 42 | 132 | 11-4 | 4-11   |
| Dallas Tornado    | 14 | 16 | 51 | 53 | 47 | 131 | 9-6  | 5-10   |
| Colorado Caribous | 8  | 22 | 34 | 66 | 33 | 81  | 5-10 | 3-12   |

| Western Division    | W  | P  | GZ | GS | BP | PKT | Dom  | Wyjazd |
| ------------------- | -- | -- | -- | -- | -- | --- | ---- | ------ |
| Vancouver Whitecaps | 24 | 6  | 68 | 29 | 55 | 199 | 13-2 | 11-4   |
| Portland Timbers    | 20 | 10 | 50 | 36 | 47 | 167 | 13-2 | 7-8    |
| Seattle Sounders    | 15 | 15 | 50 | 45 | 48 | 138 | 11-4 | 4-11   |
| Los Angeles Aztecs  | 9  | 21 | 36 | 69 | 34 | 88  | 3-12 | 6-9    |

| Awans do playoff         |
| Mistrz rundy zasadniczej |

## Liderzy klasyfikacji

### Kanadyjska
Punktacja:
- 2 punkty za bramkę
- 1 punkt za asystę

| Zawodnik            | Drużyna                  | Mecze | Gole | Asysty | Punkty |
| ------------------- | ------------------------ | ----- | ---- | ------ | ------ |
| Giorgio Chinaglia   | New York Cosmos          | 30    | 34   | 11     | 79     |
| Mike Flanagan       | New England Tea Men      | 28    | 30   | 8      | 68     |
| Trevor Francis      | Detroit Express          | 20    | 22   | 10     | 54     |
| Kevin Hector        | Vancouver Whitecaps      | 28    | 21   | 10     | 52     |
| Rodney Marsh        | Tampa Bay Rowdies        | 26    | 18   | 16     | 52     |
| Jeff Bourne         | Dallas Tornado           | 30    | 21   | 8      | 50     |
| Karl-Heinz Granitza | Chicago Sting            | 22    | 19   | 9      | 47     |
| Alan Willey         | Minnesota Kicks          | 30    | 21   | 3      | 45     |
| Ivan Lukačević      | Toronto Metros-Croatia   | 17    | 16   | 5      | 37     |
| David Irving        | Fort Lauderdale Strikers | 28    | 16   | 5      | 37     |
| Bob Lenarduzzi      | Vancouver Whitecaps      | 29    | 10   | 17     | 37     |
| Vladislav Bogićević | New York Cosmos          | 30    | 10   | 17     | 37     |

### Bramkarze
| Zawodnik       | Drużyna                | Mecze | Minuty | Stracone bramki | Średnia straconych bramek na mecz | Wygrane | Remisy | Shutouty |
| -------------- | ---------------------- | ----- | ------ | --------------- | --------------------------------- | ------- | ------ | -------- |
| Phil Parkes    | Vancouver Whitecaps    | 29    | 2650   | 28              | 0.95                              | 23      | 6      | 10       |
| Erol Yasin     | New York Cosmos        | 22    | 1916   | 24              | 1.13                              | 17      | 5      | 6        |
| Mick Poole     | Portland Timbers       | 30    | 2783   | 36              | 1.16                              | 20      | 10     | 9        |
| Steve Hardwick | Detroit Express        | 30    | 2734   | 36              | 1.19                              | 20      | 10     | 9        |
| Kevin Keelan   | New England Tea Men    | 29    | 2609   | 36              | 1.24                              | 18      | 11     | 7        |
| Winston DuBose | Tampa Bay Rowdies      | 15    | 1352   | 19              | 1.27                              | 8       | 7      | 4        |
| Željko Bilecki | Toronto Metros-Croatia | 17    | 1550   | 23              | 1.34                              | 10      | 7      | 6        |
| Dave Jokerst   | California Surf        | 17    | 1574   | 24              | 1.37                              | 9       | 8      | 6        |
| Colin Boulton  | Tulsa Roughnecks       | 28    | 2531   | 39              | 1.39                              | 17      | 11     | 10       |
| Tony Chursky   | Seattle Sounders       | 28    | 2617   | 41              | 1.41                              | 14      | 14     | 9        |

## Drużyna gwiazd sezonu
| Pozycja | Pierwsza drużyna                        | Druga drużyna                         |
| ------- | --------------------------------------- | ------------------------------------- |
| BR      | Kevin Keelan (New England Tea Men)      | Alan Mayer (San Diego Sockers)        |
| OB      | Carlos Alberto Torres (New York Cosmos) | Bruce Wilson (Chicago Sting)          |
| OB      | Mike England (Seattle Sounders)         | Arsène Auguste (Tampa Bay Rowdies)    |
| OB      | Ray Evans (California Surf)             | John Craven (Vancouver Whitecaps)     |
| OB      | Chris Turner (New England Tea Men)      | Alan Merrick (Minnesota Kicks)        |
| PO      | Franz Beckenbauer (New York Cosmos)     | Vladislav Bogićević (New York Cosmos) |
| PO      | Gerry Daly (New England Tea Men)        | Alan Ball (Philadelphia Fury)         |
| PO      | Rodney Marsh (Tampa Bay Rowdies)        | Ray Hudson (Fort Lauderdale Strikers) |
| NA      | Mike Flanagan (New England Tea Men)     | Steve Hunt (New York Cosmos)          |
| NA      | Trevor Francis (Detroit Express)        | Steve Wegerle (Tampa Bay Rowdies)     |
| NA      | Giorgio Chinaglia (New York Cosmos)     | Kevin Hector (Vancouver Whitecaps)    |

## Playoff
|  |                          |                          |                          |                          |   |                       |                          |                       |  |  |                    |                    |                    |  |  |                  |                  |                  |
|  | Ćwierćfinały Konferencji | Ćwierćfinały Konferencji | Ćwierćfinały Konferencji |                          |   | Półfinały Konferencji | Półfinały Konferencji    | Półfinały Konferencji |  |  | Finały Konferencji | Finały Konferencji | Finały Konferencji |  |  | Soccer Bowl 1978 | Soccer Bowl 1978 | Soccer Bowl 1978 |
|  | Ćwierćfinały Konferencji | Ćwierćfinały Konferencji | Ćwierćfinały Konferencji |                          |   | Półfinały Konferencji | Półfinały Konferencji    | Półfinały Konferencji |  |  | Finały Konferencji | Finały Konferencji | Finały Konferencji |  |  | Soccer Bowl 1978 | Soccer Bowl 1978 | Soccer Bowl 1978 |
|  |                          |                          |                          |                          |   |                       |                          |                       |  |  |                    |                    |                    |  |  |                  |                  |                  |
|  |                          |                          |                          |                          |   |                       |                          |                       |  |  |                    |                    |                    |  |  |                  |                  |                  |
|  | A1                       | Detroit Express          | 1                        |                          |   |                       |                          |                       |  |  |                    |                    |                    |  |  |                  |                  |                  |
|  | A1                       | Detroit Express          | 1                        |                          |   |                       |                          |                       |  |  |                    |                    |                    |  |  |                  |                  |                  |
|  | A8                       | Philadelphia Fury        | 0                        |                          |   |                       |                          |                       |  |  |                    |                    |                    |  |  |                  |                  |                  |
|  | A8                       | Philadelphia Fury        | 0                        |                          |   | A1                    | Detroit Express          | 1                     |  |  |                    |                    |                    |  |  |                  |                  |                  |
|  |                          |                          |                          |                          |   | A1                    | Detroit Express          | 1                     |  |  |                    |                    |                    |  |  |                  |                  |                  |
|  |                          |                          | A7                       | Fort Lauderdale Strikers | 2 |                       |                          |                       |  |  |                    |                    |                    |  |  |                  |                  |                  |
|  | A2                       | New England Tea Men      | A7                       | Fort Lauderdale Strikers | 2 | 1                     |                          |                       |  |  |                    |                    |                    |  |  |                  |                  |                  |
|  | A2                       | New England Tea Men      |                          |                          |   |                       |                          |                       |  |  |                    |                    |                    |  |  |                  |                  |                  |
|  | A7                       | Fort Lauderdale Strikers | 3                        |                          |   |                       |                          |                       |  |  |                    |                    |                    |  |  |                  |                  |                  |
|  | A7                       | Fort Lauderdale Strikers | 3                        |                          |   | A7                    | Fort Lauderdale Strikers | 1                     |  |  |                    |                    |                    |  |  |                  |                  |                  |
|  |                          |                          |                          |                          |   |                       |                          |                       |  |  |                    |                    |                    |  |  |                  |                  |                  |
|  |                          |                          | A4                       | Tampa Bay Rowdies        | 2 |                       |                          |                       |  |  |                    |                    |                    |  |  |                  |                  |                  |
|  | A3                       | San Diego Sockers        | A4                       | Tampa Bay Rowdies        | 2 | 2                     |                          |                       |  |  |                    |                    |                    |  |  |                  |                  |                  |
|  | A3                       | San Diego Sockers        |                          |                          |   |                       |                          |                       |  |  |                    |                    |                    |  |  |                  |                  |                  |
|  | A6                       | California Surf          | 1                        |                          |   |                       |                          |                       |  |  |                    |                    |                    |  |  |                  |                  |                  |
|  | A6                       | California Surf          | 1                        |                          |   | A3                    | San Diego Sockers        | 1                     |  |  |                    |                    |                    |  |  |                  |                  |                  |
|  |                          |                          |                          |                          |   | A3                    | San Diego Sockers        | 1                     |  |  |                    |                    |                    |  |  |                  |                  |                  |
|  |                          |                          | A4                       | Tampa Bay Rowdies        | 2 |                       |                          |                       |  |  |                    |                    |                    |  |  |                  |                  |                  |
|  | A4                       | Tampa Bay Rowdies        | A4                       | Tampa Bay Rowdies        | 2 | 3                     |                          |                       |  |  |                    |                    |                    |  |  |                  |                  |                  |
|  | A4                       | Tampa Bay Rowdies        |                          |                          |   |                       |                          |                       |  |  |                    |                    |                    |  |  |                  |                  |                  |
|  | A5                       | Chicago Sting            | 1                        |                          |   |                       |                          |                       |  |  |                    |                    |                    |  |  |                  |                  |                  |
|  | A5                       | Chicago Sting            | 1                        |                          |   | A4                    | Tampa Bay Rowdies        | 1                     |  |  |                    |                    |                    |  |  |                  |                  |                  |
|  |                          |                          |                          |                          |   |                       |                          |                       |  |  |                    |                    |                    |  |  |                  |                  |                  |
|  |                          |                          | N1                       | New York Cosmos          | 3 |                       |                          |                       |  |  |                    |                    |                    |  |  |                  |                  |                  |
|  | N1                       | New York Cosmos          | N1                       | New York Cosmos          | 3 | 5                     |                          |                       |  |  |                    |                    |                    |  |  |                  |                  |                  |
|  | N1                       | New York Cosmos          |                          |                          |   |                       |                          |                       |  |  |                    |                    |                    |  |  |                  |                  |                  |
|  | N8                       | Seattle Sounders         | 2                        |                          |   |                       |                          |                       |  |  |                    |                    |                    |  |  |                  |                  |                  |
|  | N8                       | Seattle Sounders         | 2                        |                          |   | N1                    | New York Cosmos          | 2                     |  |  |                    |                    |                    |  |  |                  |                  |                  |
|  |                          |                          |                          |                          |   | N1                    | New York Cosmos          | 2                     |  |  |                    |                    |                    |  |  |                  |                  |                  |
|  |                          |                          | N3                       | Minnesota Kicks          | 1 |                       |                          |                       |  |  |                    |                    |                    |  |  |                  |                  |                  |
|  | N3                       | Minnesota Kicks          | N3                       | Minnesota Kicks          | 1 | 3                     |                          |                       |  |  |                    |                    |                    |  |  |                  |                  |                  |
|  | N3                       | Minnesota Kicks          |                          |                          |   |                       |                          |                       |  |  |                    |                    |                    |  |  |                  |                  |                  |
|  | N6                       | Tulsa Roughnecks         | 1                        |                          |   |                       |                          |                       |  |  |                    |                    |                    |  |  |                  |                  |                  |
|  | N6                       | Tulsa Roughnecks         | 1                        |                          |   | N1                    | New York Cosmos          | 2                     |  |  |                    |                    |                    |  |  |                  |                  |                  |
|  |                          |                          |                          |                          |   |                       |                          |                       |  |  |                    |                    |                    |  |  |                  |                  |                  |
|  |                          |                          | N4                       | Portland Timbers         | 0 |                       |                          |                       |  |  |                    |                    |                    |  |  |                  |                  |                  |
|  | N2                       | Vancouver Whitecaps      | N4                       | Portland Timbers         | 0 | 4                     |                          |                       |  |  |                    |                    |                    |  |  |                  |                  |                  |
|  | N2                       | Vancouver Whitecaps      |                          |                          |   |                       |                          |                       |  |  |                    |                    |                    |  |  |                  |                  |                  |
|  | N7                       | Toronto Metros-Croatia   | 0                        |                          |   |                       |                          |                       |  |  |                    |                    |                    |  |  |                  |                  |                  |
|  | N7                       | Toronto Metros-Croatia   | 0                        |                          |   | N2                    | Vancouver Whitecaps      | 0                     |  |  |                    |                    |                    |  |  |                  |                  |                  |
|  |                          |                          |                          |                          |   | N2                    | Vancouver Whitecaps      | 0                     |  |  |                    |                    |                    |  |  |                  |                  |                  |
|  |                          |                          | N4                       | Portland Timbers         | 2 |                       |                          |                       |  |  |                    |                    |                    |  |  |                  |                  |                  |
|  | N4                       | Portland Timbers         | N4                       | Portland Timbers         | 2 | 2                     |                          |                       |  |  |                    |                    |                    |  |  |                  |                  |                  |
|  | N4                       | Portland Timbers         |                          |                          |   |                       |                          |                       |  |  |                    |                    |                    |  |  |                  |                  |                  |
|  | N5                       | Washington Diplomats     | 1                        |                          |   |                       |                          |                       |  |  |                    |                    |                    |  |  |                  |                  |                  |
|  | N5                       | Washington Diplomats     | 1                        |                          |   |                       |                          |                       |  |  |                    |                    |                    |  |  |                  |                  |                  |
|  |                          |                          |                          |                          |   |                       |                          |                       |  |  |                    |                    |                    |  |  |                  |                  |                  |

### Ćwierćfinały Konferencji
| 8 sierpnia 1978 | Detroit Express | 1:0 | Philadelphia Fury | Pontiac Silverdome, Pontiac Widzów: 22 456 |
|                 |                 |     |                   |                                            |

| 9 sierpnia 1978 | New England Tea Men | 1:3 | Fort Lauderdale Strikers | Foxboro Stadium, Foxborough Widzów: 18 672 |
|                 |                     |     |                          |                                            |

| 8 sierpnia 1978 | San Diego Sockers | 2:1 | California Surf | Qualcomm Stadium, San Diego Widzów: 6 238 |
|                 |                   |     |                 |                                           |

| 8 sierpnia 1978 | Tampa Bay Rowdies | 3:1 | Chicago Sting | Tampa Stadium, Tampa Widzów: 26 596 |
|                 |                   |     |               |                                     |

| 9 sierpnia 1978 | New York Cosmos | 5:2 | Seattle Sounders | Giants Stadium, East Rutherford Widzów: 47 780 |
|                 |                 |     |                  |                                                |

| 10 sierpnia 1978 | Minnesota Kicks | 3:1 | Tulsa Roughnecks | Metropolitan Stadium, Minnesota Widzów: 36 478 |
|                  |                 |     |                  |                                                |

| 9 sierpnia 1978 | Vancouver Whitecaps | 4:0 | Toronto Metros-Croatia | Empire Stadium, Vancouver Widzów: 30 811 |
|                 |                     |     |                        |                                          |

| 9 sierpnia 1978 | Portland Timbers | 2:1 (Dogrywka) | Washington Diplomats | Civic Stadium, Portland Widzów: 14 230 |
|                 |                  |                |                      |                                        |

### Półfinały Konferencji
W play-offach w tym sezonie, w przypadku remisu w danym dwumeczu rozgrywano dodatkowy mecz tzw. mini-gra, który trwał 30 minut lub do zdobycia złotego gola, a w przypadku remisu w regulaminowym czasie tego meczu rozgrywano serie rzutów karnych.
| Drużyna 1           | Vs | Drużyna 2                | Pierwszy mecz | Rewanż | Mini-gra     |                                             |
| ------------------- | -- | ------------------------ | ------------- | ------ | ------------ | ------------------------------------------- |
| Detroit Express     | -  | Fort Lauderdale Strikers | 3:4 (k. 2:3)  | 1:0    | 0:1          | 13 sierpnia – 11,517 • 16 sierpnia – 32,219 |
| Tampa Bay Rowdies   | -  | San Diego Sockers        | 1:0           | 1:2    | 1:0          | 14 sierpnia – 8,014 • 17 sierpnia – 32,495  |
| New York Cosmos     | -  | Minnesota Kicks          | 2:9           | 4:0    | 1:0 (k. 2:1) | 14 sierpnia – 45,863 • 16 sierpnia – 60,199 |
| Vancouver Whitecaps | -  | Portland Timbers         | 0:1           | 1:2    | x            | 12 sierpnia – 16,437 • 16 sierpnia – 32,266 |

### Finały Konferencji
| Drużyna 1         | Vs | Drużyna 2                | Pierwszy mecz | Rewanż | Mini-gra     |                                             |
| ----------------- | -- | ------------------------ | ------------- | ------ | ------------ | ------------------------------------------- |
| Tampa Bay Rowdies | -  | Fort Lauderdale Strikers | 2:1           | 3:1    | 1:0 (k. 2:1) | 20 sierpnia – 16,286 • 23 sierpnia – 37,249 |
| New York Cosmos   | -  | Portland Timbers         | 1:0           | 4:0    | x            | 18 sierpnia – 24,515 • 23 sierpnia – 65,287 |

### Soccer Bowl 1978
| 27 sierpnia 1978 16:00 | New York Cosmos · Tueart 30:42', 76:49' · Chinaglia 44:38' | 3:12:0 | Tampa Bay Rowdies · 73:34' Mirandinha | Giants Stadium, East Rutherford Widzów: 74 901 Sędzia: Jim Highet (Kanada) |
|                        |                                                            |        |                                       |                                                                            |

| North American Soccer League 1978 Zwycięzcy |
| ------------------------------------------- |
| New York Cosmos 3. Tytuł                    |

## Nagrody
- MVP: Mike Flanagan (New England Tea Men)
- Trener Roku: Tony Waiters (Vancouver Whitecaps)
- Odkrycie Roku: Gary Etherington (New York Cosmos)
- Piłkarz Roku Ameryki Północnej: Bob Lenarduzzi (Vancouver Whitecaps)[6]

## Frekwencja według klubów
| Klub                     | Mecze | Frekwencja | Średnia frekwencja na mecz |
| ------------------------ | ----- | ---------- | -------------------------- |
| New York Cosmos          | 15    | 717 842    | 47 856                     |
| Minnesota Kicks          | 15    | 462 904    | 30 860                     |
| Seattle Sounders         | 15    | 338 677    | 22 578                     |
| Tampa Bay Rowdies        | 15    | 271 856    | 18 124                     |
| Vancouver Whitecaps      | 15    | 235 866    | 15 724                     |
| San Jose Earthquakes     | 15    | 214 777    | 14 318                     |
| Detroit Express          | 15    | 182 906    | 12 194                     |
| New England Tea Men      | 15    | 180 954    | 12 064                     |
| Oakland Stompers         | 15    | 178 941    | 11 929                     |
| Portland Timbers         | 15    | 177 049    | 11 803                     |
| Tulsa Roughnecks         | 15    | 168 834    | 11 256                     |
| California Surf          | 15    | 167 569    | 11 171                     |
| Washington Diplomats     | 15    | 161 741    | 10 783                     |
| Fort Lauderdale Strikers | 15    | 157 188    | 10 479                     |
| Los Angeles Aztecs       | 15    | 139 514    | 9 301                      |
| Memphis Rogues           | 15    | 135 482    | 9 032                      |
| Dallas Tornado           | 15    | 128 149    | 8 543                      |
| Philadelphia Fury        | 15    | 121 127    | 8 075                      |
| Houston Hurricane        | 15    | 116 247    | 7 750                      |
| Colorado Caribous        | 15    | 111 266    | 7 418                      |
| Rochester Lancers        | 15    | 101 402    | 6 760                      |
| Toronto Metros-Croatia   | 15    | 93 501     | 6 233                      |
| San Diego Sockers        | 15    | 77 185     | 5 146                      |
| Chicago Sting            | 15    | 69 267     | 4 618                      |
| Razem                    | 360   | 4 710 244  | 13 084                     |